# Pierre Jaquillard
Pour les articles homonymes, voir Jaquillard.
Pierre Jaquillard, né le 13 mai ou le 9 décembre 1915 à Neuchâtel et mort le 13 mai 1987 à Neuchâtel, est un diplomate et historien de l'art oriental.

## Biographie
Licencié en lettres classiques de l'Université de Neuchâtel, Pierre Jaquillard entame, au sortir de ses études, une carrière de diplomate au sein du Département politique fédéral. À ce titre, il travaille dans diverses ambassades suisses (Buenos Aires, Téhéran et Paris où il est attaché culturel pendant six ans). Passionné d'art, notamment oriental, et de littérature, Pierre Jaquillard met un terme à sa carrière diplomatique en 1963. 
Collectionneur, poète, lecteur de Marcel Proust, chroniqueur régulier pour le Journal de Genève, la Gazette littéraire et Construire, Pierre Jaquillard est aussi l'auteur de nombreux articles et études sur l'art oriental (notamment « Matière et présence » ou « Calligraphie, peinture chinoise et art abstrait »). Il aussi vice-président de la Société suisse d'études asiatiques. À ce titre, dans les années 1960, Pierre Jaquillard est à l'origine de plusieurs manifestations d'arts chinois, dans le canton de Neuchâtel, dont une exposition de la collection de Franco Vannotti. En 1978, il fait don de sa collection de jades chinois anciens à la ville de Neuchâtel qui les remet au Musée d'ethnographie.
À son décès, en 1987, la Bibliothèque publique et universitaire de Neuchâtel hérite de son impressionnante bibliothèque,.

## Publications

### Monographies
- Pierre Jaquillard, Absente tu m'habites, Paris, Debresse, 1957.
- Pierre Jaquillard, Essai sur Poussin, Genève, P. Cailler, 1966.
- Pierre Jaquillard, Matière et présence: remarques sur quelques jades archaïques de Chine, Neuchâtel, Ides et Calendes, 1974.

### Articles
- Pierre Jaquillard, « Le "Grain de moutarde" ou l’esthétique de la grâce », Études asiatiques, vol. 7, 1953, p. 135-152.
- Pierre Jaquillard, « À propos de Mélisande », Schweizerische Musikzeitung,  n° 3, 1953, p. 103-105.
- Pierre Jaquillard, « Chateaubriand, Proust et nous », Bulletin de la Société des amis de Marcel Proust et des amis de Combray, 1955.
- Pierre Jaquillard, « Le Paris de Marcel Proust », Bulletin de la Société des amis de Marcel Proust et des amis de Combray, 1957.
- Pierre Jaquillard, « Jades "abstraits" de la Chine ancienne », Revue d'esthétique, tome 11, 1958.
- Pierre Jaquillard, « Petit guide pour la visite de Vaux-le-Vicomte, suivi d'un essai, L'art et la nature à Vaux », Versailles, n° 1, 1959, p. 11-23.
- Pierre Jaquillard, « Proust et la peinture », Bulletin de la Société des amis de Marcel Proust et des amis de Combray, 1959.
- Pierre Jaquillard, « Note sur Proust, ses citations et le petit Larousse », Bulletin de la Société des amis de Marcel Proust et des amis de Combray, 1960.
- Pierre Jaquillard, « Actualité du jade ancien de Chine », Style, Lausanne, septembre 1961, p. 6.
- Pierre Jaquillard, « Une découverte de l'occident contemporain : le jade chinois de haute-époque », Études asiatiques, vol. 15, n° 1/2, 1962, p. 1-61.
- Pierre Jaquillard, « Versailles cité des eaux : "pour Bernard Barbey" », Versailles, n° 11, 1962, p. 27-33.
- Pierre Jaquillard, « En marge de la Recherche du temps perdu », Bulletin de la Société des Amis de Marcel Proust et des Amis de Combray, n° 14, 1964, p. 160-165 ; n° 15, 1965, p. 304-327.
- Pierre Jaquillard, « Estampes japonaises ; peinture chinoise à Hawaii », Études asiatiques, vol. 20, 1966, p. 138-148.
- Pierre Jaquillard, « Un art géométrique vivant », Revue neuchâteloise, n° 37, 1966, p. 22-27.
- Pierre Jaquillard, « L'Aluminium et l'art », Revue suisse de l'aluminium, n° 1, 1967, p. 3-6.
- Pierre Jaquillard, « Arts comparés d'Orient et d'Occident : quelques jalons », France-Asie Asia, n° 192, 1968, p. 78-89.
- Pierre Jaquillard, « Éventails chinois de la collection de F. Vannotti », Études asiatiques, vol. 24, n° 1/2, 1970.
- Pierre Jaquillard, « Le sinologue et ses gibbons », Études asiatiques, vol. 25, 1971, p. 507-510.
- Pierre Jaquillard, « Une pierre chinoise d'ornement », Études asiatiques, vol. 27, n° 1, 1973, p. 58-76.
- Pierre Jaquillard, « Les signes de l'abstrait : la calligraphie d'Extrême-Orient et nous », Construire / Fédération des coopératives Migros, n° 3, 16 janvier 1985, p. 11.